# 飓风竞技俱乐部
飓风竞技俱乐部（西班牙語：Club Atlético Huracán），一般稱為颶風，是阿根廷布宜诺斯艾利斯市郊区的一个足球俱乐部，成立于1908年。现参加阿根廷足球甲级联赛。
2006–07赛季，飓风升入甲级联赛。